# Maṭlaʿ as-saʿdain
Maṭlaʿ as-saʿdain (مطلع السعدين) bzw. Maṭlaʿ as-saʿdain wa-maǧmaʿ al-baḥrain (مطلع السعدين ومجمع البحرين, ‚Aufgang der zwei Glücksterne und Zusammenfluss der zwei Meere‘; engl. The Rise of the Stars and the Junction of the Two Seas) ist eine zwischen 1467 und 1471 verfasste Chronik des persischen Historikers  Abd-ar-Razzagh Samarghandi (1413–1482), die sich mit den Ereignissen zwischen 1304 und 1471 (704 und 873 AH) befasst, die mit der mongolischen Herrschaft, der Geschichte der Mongolen, von Timur und der Timuriden, zusammenhängen. Anlässlich des Themas werden aber auch die Ereignisse der beiden Folgejahre, also die Zeitspanne zwischen dem Tod Abu Sa'ids und der Thronbesteigung von  Sultan Husain Baiqara in Herat (d. h. in Chorasan), thematisiert. Für das Jahr 1464 wird die Ankunft russischer Botschafter in Herat erwähnt.